# Puig de Sant Martí
Puig de Sant Martí este o arie protejată (arie specială de conservare — SAC, sit de importanță comunitară — SCI) din Spania întinsă pe o suprafață de 225,86 ha, integral pe uscat.

## Localizare
Centrul sitului Puig de Sant Martí este situat la coordonatele 39°50′01″N 3°05′48″E / 39.8337°N 3.0967°E.

## Înființare
Situl Puig de Sant Martí a fost declarat sit de importanță comunitară în iulie 2000 pentru a proteja 10 specii de animale. Situl a fost protejat și ca arie specială de conservare în mai 2019.

## Biodiversitate
Situată în ecoregiunea mediteraneană, aria protejată conține 4 habitate naturale: Pseudostepă cu ierburi și specii anuale de Thero-Brachypodietea, Păduri de Olea și Ceratonia, Pante stâncoase calcaroase cu vegetație casmofită, Tufărișuri termo-mediteraneene și de pre-deșert.
La baza desemnării sitului se află mai multe specii protejate:
- păsări (6): fâsă-de-câmp (Anthus campestris), pasărea ogorului (Burhinus oedicnemus), ciocârlie-cu-degete-scurte (Calandrella brachydactyla), Galerida theklae, turturică (Streptopelia turtur), Sylvia sarda
- mamifere (4): liliac cu aripi lungi (Miniopterus schreibersii), liliac cu picioare lungi (Myotis capaccinii), liliac comun (Myotis myotis), liliacul mic cu potcoavă (Rhinolophus hipposideros)